# Molophilus spetai
Molophilus spetai là một loài ruồi trong họ Limoniidae. Chúng phân bố ở miền Australasia.